# Rançonnières
Rançonnières és un municipi francès situat al departament de l'Alt Marne i a la regió del Gran Est. L'any 2007 tenia 114 habitants.

## Demografia

### Població
El 2007 la població de fet de Rançonnières era de 114 persones. Hi havia 58 famílies de les quals 21 eren unipersonals (4 homes vivint sols i 17 dones vivint soles), 21 parelles sense fills, 12 parelles amb fills i 4 famílies monoparentals amb fills.
La població ha evolucionat segons el següent gràfic:
Habitants censats

### Habitatges
El 2007 hi havia 71 habitatges, 56 eren l'habitatge principal de la família, 8 eren segones residències i 6 estaven desocupats. 70 eren cases i 1 era un apartament. Dels 56 habitatges principals, 52 estaven ocupats pels seus propietaris i 4 estaven llogats i ocupats pels llogaters; 1 tenia una cambra, 11 en tenien tres, 13 en tenien quatre i 30 en tenien cinc o més. 45 habitatges disposaven pel capbaix d'una plaça de pàrquing. A 28 habitatges hi havia un automòbil i a 13 n'hi havia dos o més.

### Piràmide de població
La piràmide de població per edats i sexe el 2009 era:
| Homes | Edats   | Dones |
| ----- | ------- | ----- |
| 0     | 95 o +  | 0     |
| 0     | 90 a 94 | 0     |
| 4     | 85 a 89 | 4     |
| 0     | 80 a 84 | 0     |
| 12    | 75 a 79 | 0     |
| 4     | 70 a 74 | 8     |
| 0     | 65 a 69 | 4     |
| 12    | 60 a 64 | 4     |
| 0     | 55 a 59 | 4     |
| 4     | 50 a 54 | 0     |
| 8     | 45 a 49 | 8     |
| 4     | 40 a 44 | 4     |
| 8     | 35 a 39 | 4     |
| 0     | 30 a 34 | 4     |
| 0     | 25 a 29 | 0     |
| 0     | 20 a 24 | 0     |
| 0     | 15 a 19 | 8     |
| 4     | 10 a 14 | 4     |
| 0     | 5 a 9   | 4     |
| 0     | 0 a 4   | 4     |

## Economia
El 2007 la població en edat de treballar era de 56 persones, 33 eren actives i 23 eren inactives. De les 33 persones actives 30 estaven ocupades (18 homes i 12 dones) i 3 estaven aturades (2 homes i 1 dona). De les 23 persones inactives 8 estaven jubilades, 4 estaven estudiant i 11 estaven classificades com a «altres inactius».

### Ingressos
El 2009 a Rançonnières hi havia 53 unitats fiscals que integraven 110 persones, la mediana anual d'ingressos fiscals per persona era de 13.127 €.

### Activitats econòmiques
L'únic establiment que hi havia el 2007 era d'una entitat de l'administració pública.
L'any 2000 a Rançonnières hi havia 7 explotacions agrícoles.

## Poblacions més properes
El següent diagrama mostra les poblacions més properes.